# سیپکم
سیپکم (انگلیسی: Sipchem) شرکت صنایع شیمیایی عربستانی است، که در سال ۱۹۹۹ تأسیس شد. دفتر مرکزی این شرکت در شهر خبر، عربستان سعودی قرار دارد و بخشی از سهام آن در بازار بورس تداول معامله می‌شود.